# Tour du Limousin 1986
La 19e édition du Tour du Limousin s'est déroulée du 21 au 24 août 1986, et a vu s'imposer le Français Dominique Gaigne.

## Classements des étapes
| Étape     | Date    | Villes étapes                    | Vainqueur d'étape | Equipe     | Leader du classement général | Équipe     |
| 1re étape | 21 août | Limoges - Saint-Yrieix-la-Perche | Denis Leproux     | Amateurs A | Denis Leproux                | Amateurs A |
| 2e étape  | 22 août | Saint-Yrieix-la-Perche - Tulle   | Stefan Joho       | Kas        | Dominique Gaigne             | Système U  |
| 3e étape  | 23 août | Tulle - Guéret                   | Acácio da Silva   | Malvor     | Dominique Gaigne             | Système U  |
| 4e étape  | 24 août | Guéret - Limoges                 | Sean Kelly        | Kas        | Dominique Gaigne             | Système U  |

## Classement final
| 1.  | Dominique Gaigne | Système U  |
| 2.  | Ronan Pensec     | Peugeot    |
| 3.  | Denis Leproux    | Amateurs A |
| 4.  | Pascal Chaubet   | Amateurs A |
| 5.  | Franck Pineau    | Reynolds   |
| 6.  | Martial Gayant   | Système U  |
| 7.  | Laurent Biondi   | Miko       |
| 8.  | Pierre Le Bigaut | RMO        |
| 9.  | Dominique Garde  | Kas        |
| 10. | Philippe Casado  | Peugeot    |